# Double exceptionnalité
La double exceptionnalité -  ou « 2e » (en anglais : twice exceptional) est caractérisée par la présence chez une personne d’une douance et d’un trouble neurodéveloppemental ou de santé.
L’abréviation du concept de la double exceptionnalité est « 2e ». La double exceptionnalité est référée par le préfixe « 2e » avant le nom du trouble. Par exemple, une double exceptionnalité associée à un trouble du déficit de l'attention avec hyperactivité peut être abrégée par « 2e-TDAH ».
La double exceptionnalité prend forme lorsqu’il y a la présence d’une douance et d’un trouble tel qu’un trouble du déficit de l'attention avec ou sans hyperactivité, un trouble neurodéveloppemental, un trouble du spectre de l’autisme, des troubles de santé mentale présents dans le DSM-5 chez un individu. Cette combinaison permet l’émergence d’un profil unique de comportements et de résultats aux tâches psychométriques. La douance peut masquer les difficultés et le trouble que possède un individu doublement exceptionnel ou le trouble, étant l’instigateur de diverses difficultés, peut masquer la douance chez l’individu doublement exceptionnel. Un individu doublement exceptionnel étant suffisamment doué de sorte que sa douance inhibe les conséquences négatives de son trouble peut avoir des rendements moyens dans les diverses sphères de sa vie. La douance et le trouble passent alors inaperçus ou l’individu doublement exceptionnel reçoit un ou des diagnostics erronés.

## Conception scientifique de la double exceptionnalité
Les études recensées à ce sujet proposent une conceptualisation opérationnelle de la double exceptionnalité. Pour les approches opérationnelles, la double exceptionnalité est la combinaison d’une douance et d’un trouble neurodéveloppemental. Elle se manifeste par un haut potentiel quant aux aptitudes, à la créativité ou dans un domaine d’activité quelconque, mais ne constitue pas à elle seule la double exceptionnalité. Cette manifestation doit également être combinée à un ou plusieurs handicaps,. La double exceptionnalité est combinée à un ou des handicaps comme un trouble spécifique d’apprentissage, un trouble du langage et de la parole, un trouble émotionnel/comportemental, un handicap physique, un trouble du spectre de l’autisme ou d’autres troubles de santé ou neurodéveloppementaux qui peuvent nuire au fonctionnement de l’individu doublement exceptionnel. Cette combinaison de ces deux manifestations permet l’émergence de profils bien particuliers chez les personnes doublement exceptionnelles. La présence d’une double exceptionnalité peut inhiber les conséquences des troubles neurodéveloppementaux ou de la douance ou même balancer ces conséquences. Par exemple, la double exceptionnalité avec un trouble d’apprentissage fait en sorte que de fortes aptitudes verbales peuvent être inhibées par le trouble, de sorte que l’organisation des idées sur papier est plus difficile en raison d’une vitesse de traitement lente ainsi que d’une mémoire de travail limitée. Cette conceptualisation opérationnelle de la double exceptionnalité est adoptée par de nombreux spécialistes dans le domaine de la douance.

## Vulnérabilités sociales et psychologiques
La double exceptionnalité est une vulnérabilité chez un individu, car elle est associée à un plus grand risque « de difficultés d’adaptation, de sous-performance ou d’échecs et de problèmes psychologiques, sociaux et comportementaux ». La double exceptionnalité peut générer des frustrations, car ces individus voient leur potentiel compromis par quelque chose qui retient leur développement sans même comprendre de quoi il s'agit étant donné que la double exceptionnalité est difficilement identifiable. Les individus doublement exceptionnels peuvent avoir une faible estime d'eux-mêmes pouvant même mener à la dépression, car leur entourage immédiat et le personnel enseignant pourraient être portés à penser qu'ils sont paresseux alors que leur douance est inhibée par leurs difficultés reliées à leur trouble neurodéveloppemental. Ceux-ci pourront s'opposer à leur entourage et vivre des frustrations étant donné leur condition difficile. Leur leadership peut prendre la forme d’intimidation, leur créativité peut être utilisée afin d’expliquer leur improductivité et s’engagent dans des tâches en se concentrant seulement sur leurs intérêts ou leurs talents.

## La double exceptionnalité au Québec
Au Québec, le ministère de l’Éducation et de l’Enseignement supérieur reconnait  que la douance peut coexister avec un trouble dans sa publication « Agir pour favoriser la réussite éducative des élèves doués ». Le ministère a accepté en 2019-2020 un projet qui touche directement la douance afin de favoriser une réussite éducative de tous les élèves. Ce projet mené par la commission scolaire des Premières Seigneuries a pour objectif de trouver des solutions afin de mieux intervenir auprès des élèves doublement exceptionnels du primaire.
Il y aurait 20 000 à 30 000 élèves au Québec qui seraient doublement exceptionnel. Toutefois, ce ne sont pas toutes les personnes de cette population qui sont identifiées comme telles.   

### Ressources (Québec)
Le Centre Intégré de Développement de la Douance et du Talent (CIDDT) offre des services et des ressources aux individus doublement exceptionnels afin de favorise le développement de leur douance et leur talent. Plusieurs experts en douance publient des articles sur la douance puis la double exceptionnalité.
L’Association Québécoise pour la Douance a pour mission de contribuer à l’épanouissement des individus doués afin qu’ils actualisent leur plein potentiel. Elle offre notamment de sensibiliser la population québécoise et de former les professionnels en douance en utilisant un portrait exhaustif des connaissances scientifiques relatives à la douance.